# Manuel Robles Pezuela
Manuel Robles Pezuela (Guanajuato, 23 maggio 1817 – Tuxtepec, 23 marzo 1862) è stato un politico e militare messicano, 28º Presidente del Messico secondo il piano di Tacubaya.